# Alice Franz
Alice Franz-Engelbrecht (Krefeld, 19 maggio 1912 – Monaco di Baviera, 23 settembre 2011) è stata un'attrice e doppiatrice tedesca.

## Biografia
Alice Franz era sposata con lo scultore Gen Golch-Engelbrecht,da questo matrimonio sono nati l'attrice Constanze Engelbrecht. 
Era la nonna dell'attrice Julie Engelbrecht. 
È deceduta il 23 settembre 2011 all'età di 99 anni ed è stata sepolta il 30 settembre 2011 nel Cimitero Nord di Monaco.

## Filmografia
- I commedianti (Komödianten) - regia di Georg Wilhelm Pabst (1941)
- Das Gesetz der Liebe - regia di Hans Schweikart (1944)
- Harte Jungs - regia di Marc Rothemund (2000)

### Televisione
- Don Quijote von der Mancha - serie TV (3 episodi) (1965)
- Verkehrsgericht - serie TV (1 episodio) (1984)
- Lindenstraße - serie TV (5 episodi) (1991-1992)
- La casa del guardaboschi (Forsthaus Falkenau) - serie TV (1 episodio) (1993)

## Doppiaggio (parziale)

### Film
- Doris Lloyd in Ombre malesi
- Denise Grey in Il tempo delle mele, Il tempo delle mele 2
- Amzie Strickland in Pretty Woman
- Billie Bird in Mamma, ho perso l'aereo
- Mary Wickes in Sister Act - Una svitata in abito da suora, Sister Act 2 - Più svitata che mai

### Animazione
- Nonna di Clara in Heidi
- Tabasa in Shirab il ragazzo di Bagdad
- May Parker in L'Uomo Ragno e i suoi fantastici amici
- Vari in L'ape Maia
- Agnes Skinner e Jacqueline Bouvier in I Simpson
- Laverne in Il gobbo di Notte Dame
- Hii-sama in Princess Mononoke